# Kalvehave (plaats)
Kalvehave is een plaats in de Deense regio Seeland, gemeente Vordingborg. De plaats telt 632 inwoners (2018). Bij Kalvehave ligt de Koningin Alexandrinebrug die Seeland en Møn met elkaar verbindt.
De oorspronkelijke naam was Skåningehavn. Deze naam wijst er op dat de lokale boeren in de middeleeuwen afreisden naar de haringmarkt in Skåne, waar ze onder andere hun eigen producten verkochten.
Kalvehave was vroeger een veerhaven. Met drie veerboten werd de verbinding tussen Kalvehave en het veerhaventje op Møn, Koster, onderhouden, totdat in 1943 de brug werd geopend. Tegenwoordig varen er alleen nog twee veerboten naar het eilandje Lindholm, waar het Statens Veterinære Institut for Virusforskning ('veterinair staatsinstituut voor virusonderzoek') is gevestigd.
Van 1897 tot 1959 was Kalvehave het eindstation van de 22 kilometer lange Kalvehavebane vanuit Vordingborg.
Tot 2007 hoorde Kalvehave tot de gemeente Langebæk.